# Фельдманн, Дьюла
Дьюла Фельдманн (венг. Feldmann Gyula; 16 ноября 1890, по другим данным 11 января 1888, Сегед — 31 октября 1955, по другим данным 2 ноября 1955, Будапешт), в Италии был известен под именем Джулио Фельдманн (итал. Giulio Feldmann) — венгерский футболист, защитник. После завершения игровой карьеры работал тренером.

## Карьера
Дьюла Фельдманн начал карьеру в клубе «Немзети», в котором дебютировал 8 сентября 1909 года в матче с УТЕ. Футболист выступал за клуб до 1914 года, проведя 30 матчей. В 1915 году Фельдманн перешёл в «Ференцварош». Игрок ещё до этого сыграл одну товарищескую игру за этот клуб: 1 ноября 1913 года против клуба МАК (3:0). 25 марта 1915 года он провёл первый официальный матч за «Ференцварош», в нём его команда разгромила «Теренцварош» со счётом 9:0. Последний матч за команду футболист сыграл 28 мая 1917 года с клубом «Славия» из Праги. Всего за клуб Фельдманн провёл 34 матча, из них 13 в чемпионате Венгрии, 16 в товарищеских международных встречах и пять в неофициальных турнирах. Летом 1917 года Дьюла стал игроком МТК. С этой командой он стал четырёхкратным чемпионом страны. Игрок провёл за клуб 74 матча, последний из которых 11 декабря 1921 года против «Кишпешта» (1:1). В 1921 году футболист уехал в Чехословакию, в клуб «Маккаби» из города Брно. Команда принадлежала еврейской общине города и играла в турнире для еврейских команд Чехословакии. Хотя и комплектовалась, частично, из неевреев. Вообще, в команде было много футболистов из Венгрии: там играли Лайош Вебер, Арпад Вейс, Йожеф Эйсенхоффер, Ференц Хирзер. Там Фельдманн и завершил игровую карьеру в 1924 году.
Во время игры за «Маккаби», одновременно Фельдманн являлся главным тренером команды. Весной 1924 года на «Маккаби» стали «давить» прочие еврейские команды, что привело к уходу выходцев из Венгрии из клуба. Дьюла отправился в Германию, где на несколько месяцев занял пост наставника клуба «Альтона». В том же году Дьюла возглавил «Бремер». В 1926 году он привёл команду к финалу Весткрейслиги, но там клуб проиграл «Вердеру» со счётом 1:6. В следующем году Фельдманн возвратился в Венгрию, где возглавил «Хунгарию». В том же году он привёл клуб к выходу в полуфинал первого Кубок Митропы 1927. Но сыграв два матча вничью со «Спартой», клуб был исключён из розыгрыша соревнования из-за участия Кальмана Конрада, который не имел право принимать участие в турнире. Затем он недолго являлся главным тренером клуба «Жувентус» из Бухареста.
В конце 1928 года Фельдманн уехал в Италию, где стал ассистентом главного тренера «Фиорентины» Карой Чапкая. В сезоне 1930/1931 он единолично стал главным тренером команды и смог вывести её в Серию А. В 1931 году он стал главным тренером «Палермо», заменив после седьмого тура Тони Карньелли. В первом же сезоне он вывел клуб в серию А. В следующем сезоне Фельдман оставался главным тренером команды, а в роли ассистента выступил уже Чапкай. Годом позже он уже единолично являлся главным тренером команды. В 1934 году Дьюла возглавил клуб «Амброзиана-Интер». Клуб под его руководством занял 2 место, уступив лишь два очка «Ювентусу». В следующем сезоне венгр занимал пост главного тренера команды до 25-го тура, после чего был уволен. Его заменил Альбино Карраро. В 1936 году Фельдман стал главным тренером клуба «Торино», где заменил Тони Карньелли. В первом же сезоне клуб занял третье место. В следующем сезоне клуб по ходу турнира занимал первое место, но затем у команды наступил спад, и Дьюла 17 января был уволен. Фельдманн покинул Италию, и уехал в Югославию, став главным тренером одноимённого клуба. Затем он возвратился в Венгрию, где тренировал МТК до 1940 года. Клуб набрал одинаковое количество очков с «Ференцварошем», но занял только второе место из-за худшей разницы забитых и пропущенных мячей.

## Статистика

### Клубная
| Сезон     | Команда     | Чемпионат  | Чемпионат | Чемпионат | Кубок | Кубок |
| Сезон     | Команда     | Лига       | Игры      | Голы      | Игры  | Голы  |
| --------- | ----------- | ---------- | --------- | --------- | ----- | ----- |
| 1909/1910 | Немзети     | Дивизион 1 | 5         | 0         | ?     | ?     |
| 1910/1911 | Немзети     | Дивизион 1 | 17        | 0         | ?     | ?     |
| 1911/1912 | Немзети     | Дивизион 1 | 7         | 0         | ?     | ?     |
| 1913/1914 | Немзети     | Дивизион 1 | 1         | 0         | ?     | ?     |
| 1916/1917 | Ференцварош | Дивизион 1 | 13        | 0         | ?     | ?     |
| 1917/1918 | МТК         | Дивизион 1 | 21        | 0         | ?     | ?     |
| 1918/1919 | МТК         | Дивизион 1 | 20        | 0         | ?     | ?     |
| 1919/1920 | МТК         | Дивизион 1 | 26        | 0         | ?     | ?     |
| 1921/1922 | МТК         | Дивизион 1 | 7         | 0         | ?     | ?     |

### Международная
| Матчи Дьюлы Фельдманна за сборную Венгрии | Матчи Дьюлы Фельдманна за сборную Венгрии | Матчи Дьюлы Фельдманна за сборную Венгрии | Матчи Дьюлы Фельдманна за сборную Венгрии | Матчи Дьюлы Фельдманна за сборную Венгрии | Матчи Дьюлы Фельдманна за сборную Венгрии | Матчи Дьюлы Фельдманна за сборную Венгрии |
| ----------------------------------------- | ----------------------------------------- | ----------------------------------------- | ----------------------------------------- | ----------------------------------------- | ----------------------------------------- | ----------------------------------------- |
| №                                         | Дата                                      | Место проведения                          | Оппонент                                  | Счёт                                      | Голы                                      | Турнир                                    |
| 1                                         | 6 ноября 1910                             | Будапешт                                  | Австрия                                   | 3:0                                       | —                                         | Товарищеский матч                         |
| 2                                         | 6 января 1911                             | Милан                                     | Италия                                    | 1:0                                       | —                                         | Товарищеский матч                         |
| 3                                         | 6 мая 1917                                | Вена                                      | Австрия                                   | 1:1                                       | —                                         | Товарищеский матч                         |
| 4                                         | 3 июня 1917                               | Будапешт                                  | Австрия                                   | 6:2                                       | —                                         | Товарищеский матч                         |
| 5                                         | 15 июля 1917                              | Вена                                      | Австрия                                   | 4:1                                       | —                                         | Товарищеский матч                         |
| 6                                         | 7 октября 1917                            | Будапешт                                  | Австрия                                   | 2:1                                       | —                                         | Товарищеский матч                         |
| 7                                         | 4 ноября 1917                             | Вена                                      | Австрия                                   | 2:1                                       | —                                         | Товарищеский матч                         |
| 8                                         | 2 июня 1918                               | Вена                                      | Австрия                                   | 2:0                                       | —                                         | Товарищеский матч                         |
| 9                                         | 5 октября 1919                            | Вена                                      | Австрия                                   | 0:2                                       | —                                         | Товарищеский матч                         |
| 10                                        | 2 мая 1920                                | Вена                                      | Австрия                                   | 2:2                                       | —                                         | Товарищеский матч                         |
| 11                                        | 13 мая 1920                               | Пфорцхайм                                 | Южная Германия                            | 1:0                                       | —                                         | Товарищеский матч                         |

## Достижения
- Чемпион Венгрии: 1918, 1919, 1920, 1921